# Король Іван Овксентійович
Іван Овксентійович (Авксентійович) Король (нар. 1 січня 1910, село Максимівка, тепер Полтавського району Полтавської області — ?) — український радянський діяч, секретар Миколаївського обласного комітету КПУ, 1-й секретар Алуштинського райкому КПУ, голова Ялтинського міськвиконкому Кримської області. 

## Біографія
Народився в селянській родині.
З травня 1932 до 1934 року служив у Червоній армії.
Член ВКП(б) з квітня 1938 року.
До липня 1941 року — на відповідальній роботі в місті Миколаєві.
З липня 1941 до 1946 року — в Червоній армії, учасник німецько-радянської війни. Служив на політичній роботі в 20-му танковому полку 20-ї танкової бригади та 64-му танковому полку 32-ї танкової бригади. На 1943—1945 роки — інструктор політичного відділу 202-ї танкової бригади із агітаційно-пропагандистської роботи, заступник командира 3-го танкового батальйону із політичної частини 202-ї танкової бригади 6-ї гвардійської армії. Воював на Південному, Західному, Калінінському, Брянському, Центральному, 4-му Українському, 1-му та 2-му Прибалтійських фронтах.
До 1953 року — 1-й секретар Очаківського районного комітету КПУ Миколаївської області.
У квітні (затв.) 1953—1957 роках — секретар Миколаївського обласного комітету КПУ з питань пропаганди.
З квітня 1957 року працював на відповідальній партійній роботі в Кримській області. До 1963 року — 1-й секретар Алуштинського районного комітету КПУ Кримської області.
У 1963—1971 роках — голова виконавчого комітету Ялтинської міської ради депутатів трудящих Кримської області.
Подальша доля невідома.

## Звання
- старший лейтенант
- капітан

## Нагороди та відзнаки
- орден Вітчизняної війни ІІ ст. (4.01.1945)
- орден Трудового Червоного Прапора (26.02.1958)
- медаль «За відвагу» (28.12.1943)
- медаль «За перемогу над Німеччиною у Великій Вітчизняній війні 1941—1945 рр.» (1945)
- медалі
- Почесна грамота Президії Верховної Ради Української РСР (31.12.1969)